# Infierno, canto decimoctavo

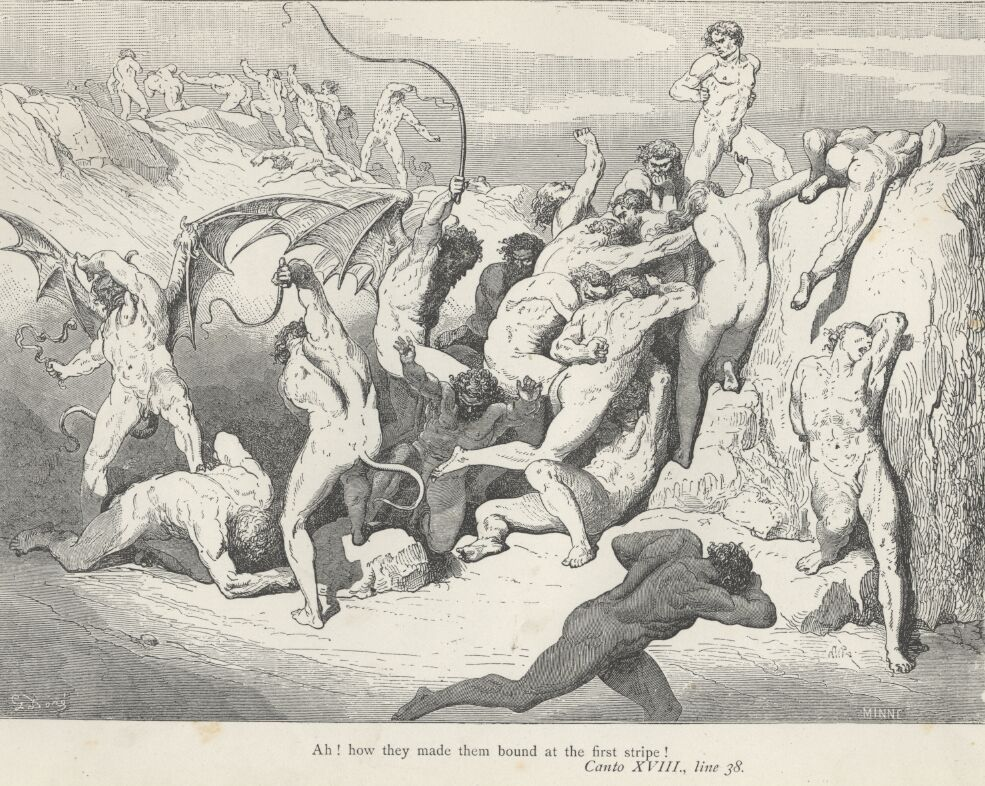
Los rufianes y seductores, ilustración de Gustave Doré.

El canto decimoctavo del Infierno de Dante Alighieri se sitúa en la primera y segunda bolgia del octavo círculo, donde son castigados respectivamente los rufianes y seductores y los aduladores. Estamos en la mañana del 9 de abril de 1300 (Sábado Santo), o según otros comentadores del 26 de marzo de 1300.
Con este canto inicia la segunda mitad del canto infernal. Curiosamente el Infierno está dividido en dos mitades de 17 años, en la que cada una aparecen 13 categorías de condenados: dos números particularmente siniestros y ligados a supersticiones. En esta segunda parte son tratados los fraudulentos (que se subdividen en engañadores y en traidores) es decir en aquellos que usaron la inteligencia y la razón para fines malvados.

## Incipit
Canto XVIII, ove si descrive come è fatto il luogo di Malebolge e tratta de' ruffiani e ingannatori e lusinghieri, ove domina in questa setta messer Venedico Caccianemico da Bologna e Giasone greco e Alessio de li Interminelli da Lucca, e tratta come sono state loro pene.

## Análisis del canto

### Descripción de Malebolge - versos 1-21
Hay lugar en el Infierno llamado Malebolge.
El canto inicia con una descripción de las Malebolge, neologismo dantesco que originalmente debía sonar como bolsas del mal. Bolgia era sinónimo de bolsa y solo después de los pasajes de la Divina Comedia comenzó a significar, por translación del carácter de estos diez fosos del VIII círculo, lugar lleno de gente turbulenta y ruidosa. 
Dante inicia a hablar de este lugar con preciso reconocimiento descriptivo y tipográfico: las "Malebolge" son de piedra "color ferroso" es decir gris oscuro, como la roca en la que acaba de descender. Tienen formas circulares con en el centro un vacío "bien ancho y profundo", del cual Dante hablará a su momento. Estos pozos asemejan a los de los castillos, también por los puentes que los atraviesan y "cortan" las rocas de división entre fosa y fosa.
Dante y Virgilio inician entonces su viaje en el lugar descrito arriba girando, como casi siempre en el Infierno, hacia la izquierda.

### Rufianes y seductores - vv. 22-39

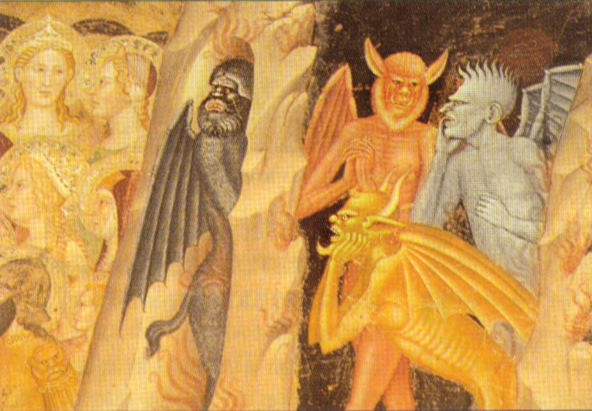
Diablos medioevales, Andrea de Bonaiuto, detalle de los frescos en el Sombrero de los Españoles, Santa Maria Novella, Florencia.

Viendo hacia la derecha Dante ya puede ver los primeros condenados del 
XVIII círculo:

A la derecha mano vi nueva miseria,
nuevo tormento y nuevos verdugos,
de que la primera fosa era repleta.
vv. 22-24

Los condenados están desnudos (condición que Dante repite solo cuando quiere enfatizar sus miserias) y están en el fondo de la "bolgia". Se mueven en dos filas, una que corre hacia Dante a través del perímetro externo y una que gira dando la espalda a Dante por la pared interna y con ritmo más sostenido, recordando al poeta los peregrinos que en la Navidad del 1299 por el Jubileo del 1300 (el mismo año del viaje ultraterreno imaginado) viajaban en dos filas sobre el Puente Sant'Angelo para alcanzar o irse de la Basílica de San Pedro, de un lado yendo hacia el Castillo de Sant'Angelo, y del otro hacia "el monte", es decir la ciudad (no está claro qué monte o colina Dante entendiese; probablemente se trata de aquel monte formado por antiguas ruinas llamado después Monte Giordano, sobre el cual hoy está el Palazzo Taverna y donde la topomástica rescata los nombres de Via de Monte Giordano y Vicolo del Montaccio). Este pasaje para algunos indica la participación de Dante al Jubileo, pero no está unánimemente aceptado por la escasez de noticias.
Sobre las rocas alrededor de la fosa Dante ve unos diablos con cuernos que con largos látigos golpean a los condenados sobre la espalda y las nalgas, con una pena que es más humillante que dolorosa y que hace referencia a las penas que se infligian en el Medioevo sobre algunos condenados. Quizás Dante la tomó de la tradición de algún estatuto comunal que conocía. También la visión de los diablos: estáticos y no amenazantes, es típicamente medioeval y recuerda las figuras que se podían ver en los frescos de las basílicas. Dante enfatiza que los latigazos hacían escapar a los condenados y que ninguno se quedaba quieto a esperar el segundo o tercer latigazo.

### Venedico Caccianemico - vv. 40-66

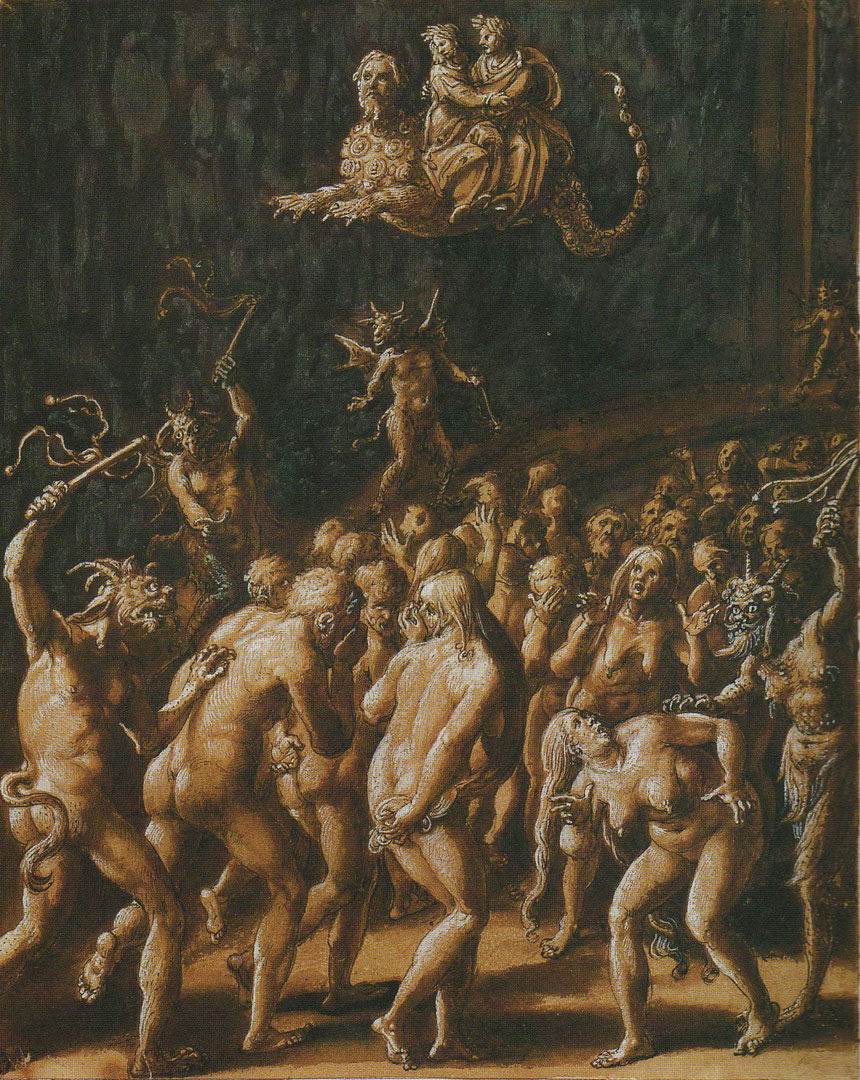
Rufianes y seductores, ilustración de Giovanni Stradano (1587).

En esta multitud Dante cree reconocer un condenado entre aquellos que giraron la cabeza hacia donde está él ahora, sobre el borde de la fosa, a poco de empezar a iniciar a atravesar el puente. El poeta se detiene y así hace también Virgilio, después Dante se retrae un poco para ver mejor de quien se trata. El condenado entonces se da cuenta de ser el centro de atención y esconde la cabeza bajando el rostro con vergüenza. El tema de la vergüenza de encontrarse en tal lugar es uno de los sentimientos sobresalientes de las Malebolge.
Pero Dante no renuncia, es más, llama al condenado con nombre y apellido, Venedico Caccianemico y le pregunta qué hace en este lugar de tormento. Venedico es un personaje muy importante, entre los más importantes de Bolonia al tiempo de Dante (muere en el 1303, pero Dante escribe el poema en el 1305-6 y por lo tanto estaba al tanto del fallecimiento) y su invectiva fue muy valiente hacia un personaje tan conocido.
Venedico responde "de mala gana", aunque no puede negarse al escuchar la voz de quien lo reconoció. Cuenta que él hizo prostituir a su hermana Ghisola a satisfacer los deseos amorosos del marqués (Obizzo II de Este o, menos probable, a su hijo Azzo VIII de Este). Nos damos cuenta entonces que en esta fosa son castigados los rufianes. Además, Venedico dice que no es el único boloñés que sufre en esta fosa, es más, hay muchos más en aquel lugar del Infierno que en vida entre el Savena y el Reno, los dos ríos que circundan Bolonia. Para indicar a sus conciudadanos él usa una perífrasis lingüística, indicándolos como aquellos que dicen "sipa" en vez de "sia". Después agrega diciendo que si no lo creyese, basta pensar en la avaricia de su corazón. La gravedad de las acusaciones contra Bolonia es particularmente fuerte si se piensa que mientras Dante escribía el Infierno se encontraba en exilio y que fue también enviado a aquella ciudad para recibir la coronación de laurel de sommo poeta, mas él la declinó porque sentía que quizás su presencia no era deseada. La escena la cierra un demonio, que a latigazos le grita a Venedico: "¡Andando, rufián, que aquí no hay mujeres de cuño!", es decir, que ahí no hay mujeres que prostituir.

### Jasón - vv. 67-99
Dante entonces sigue y va hacia el puente con Virgilio, cuando están en el centro Virgilio dice de girarse también para ver el segundo grupo de condenados que gira en el otro sentido. En esa fila de condenados el maestro indica un grande (¿de estatura o de mente?) que viene hacia ellos y que mantiene un aspecto de rey sin llorar a pesar del ardiente dolor. Se trata de Jasón, el protagonista del Vellocino de oro (cerca a Cólquida como dice Virgilio) en la expedición de los Argonautas. El poeta latino describe, señalando algunos pasajes de lo narrado por Ovidio en Las metamorfosis, de como Jasón fue a Lemnos donde las mujeres habían matado todos los hombres. Aquí engañó a Hipsípila seduciéndola (ella ya había engañado a las otras mujeres salvando a su padre, único hombre sobreviviente de la isla) y la abandonó embarazada. Por eso está condenado a aquel martirio que hace además de venganza por Medea, ella también seducida y abandonada por Jasón. En este segunda parte de la bolgia son entonces castigados los seductores. Virgilio cierra bruscamente diciendo que esto es suficiente saber de aquel valle.

### Aduladores: Alessio Interminelli - vv. 100-126

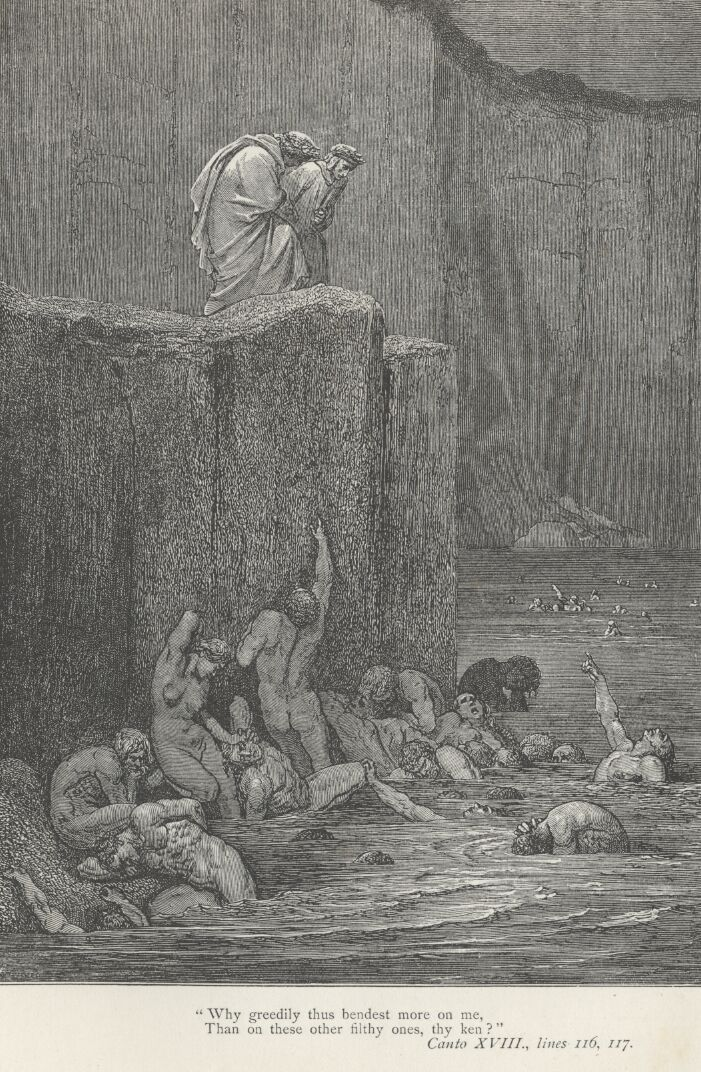
Los aduladores, ilustración de Gustave Doré.

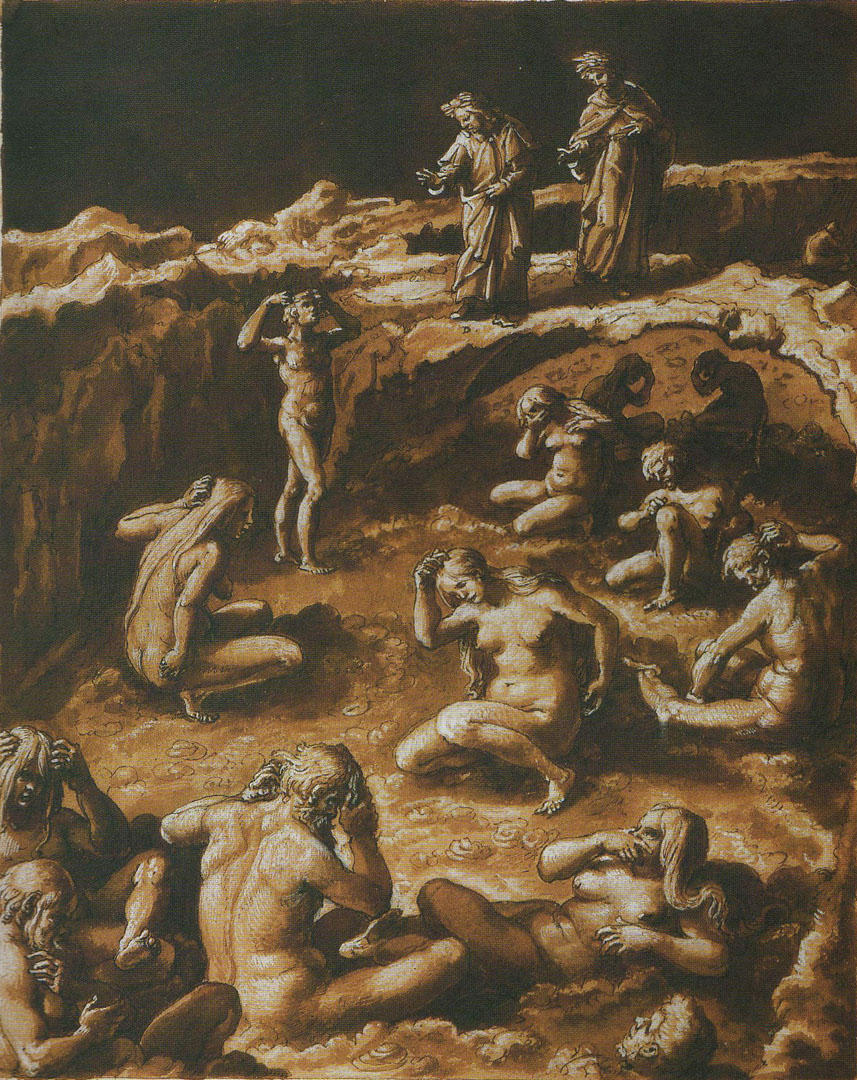
Los aduladores, ilustracióne de Giovanni Stradano (1587).

En este canto la narración es rápida y los dos poetas ya están en la bolgia sucesiva. Aquí ante todo Dante inicia a cambiar el registro del lenguaje, bajándolo al nivel del dialecto popular más bajo, con rimas creadas con dobles consonantes encerradas por vocales, como -uffa, -icchia, -osso, -utti, -ucca, sonidos duros, aliteraciones y elecciones de vocablos bisilábicos, y varias veces "vulgares" en el sentido más despreciativo (mierda, puta). La poesía en este canto, a veces criticada y minimizada en el '800, llega a límites de vitalidad y plasticidad que hoy tienen mucho crédito en la crítica. Dante, después de todo, "bautizando" el vulgar italiano en la primera gran obra escrita en este idioma, quería explorar, y lo logró con éxito a largo plazo, todas las posibilidad de sus aplicaciones, del más bajo lenguaje grosero a la descripción de los más altos temas angelicales y teólogos del Paraíso: ya se encontraron pasajes donde él modificaba la elección de las palabras, la sintaxis y el estilo según el personaje con el cual dialogaba, como en los episodios de Pier della Vigna y Brunetto Latini. Además, en este canto Dante explora el lenguaje y el estilo cómico (por decir de alguna forma), con situaciones que parecen transposiciones inmediatas de la lengua hablada en el escrito.
Dante inicia a describir a los condenados que se lamentan, y se hozan con el hocico, y se pegan con las mismas manos. Las paredes de la fosa están cubiertas por moho, por lo vapores que se empastan en el fondo, donde es tan oscuro que Dante debe ir justo arriba para ver algo. Solo entonces reconoce la gente cubierta por estiércol, que parecía provenir de todas las letrinas del mundo. Dante mira fijamente a uno que está tan de mierda enlodado que no puede distinguir como tiene los cabellos, si normales como laico o como religioso. Y el condenado se dirige a él insolentemente: "¿Porqué tanto ahínco / de mirarme a mí más que a los otros brutos?" (vv. 118-119), a lo cual Dante responde: "Porque, si bien me acuerdo, / te he visto antes con el cabello enjuto, / y eres Alejo Interminei de Lucca: / por eso más te miro que a los otros" (vv. 120 -122). También aquí un condenado de nuevo descrito con tono infame y con todo el nombre dicho, para no dejar dudas. El condenado solo dice que se encuentra ahí por culpa de todas las adulaciones que dijo, de las cuales su boca nunca se cansó. Vemos así de estar en la bolgia dedicada a los aduladores. Viene así a delinearse el contrapaso, si bien también en este caso la pena tenga más un significado de infamia que de doloroso castigo. Basta pensar que hoy en día se indican vulgamente a los aduladores como "lameculos" para entender una posible conexión con los excrementos.
Curiosamente la jerarquía de los pecados siempre más graves cada vez que Dante se acerca más al centro del Infierno está aquí bien lejos de nuestros cánones modernos: un adulador sería más culpable que un homicida o un tirano según la lógica de Dante, por ejemplo. En las Malebolge en particular, esta regla de la gravedad de los pecados será contradicha por el mismo Dante (por ejemplo pondrá a los odiados simónacos bien antes que otros pecadores ordinarios como estafadores o falsificadores, por esto algunos comentadores opinaron el hecho que esta regla no sea seguida porque las Malebolge se encontrarían sustancialmente en llanura o casi, y por lo tanto los condenados castigados deberían considerarse al mismo nivel).

### Thais - vv. 127-136

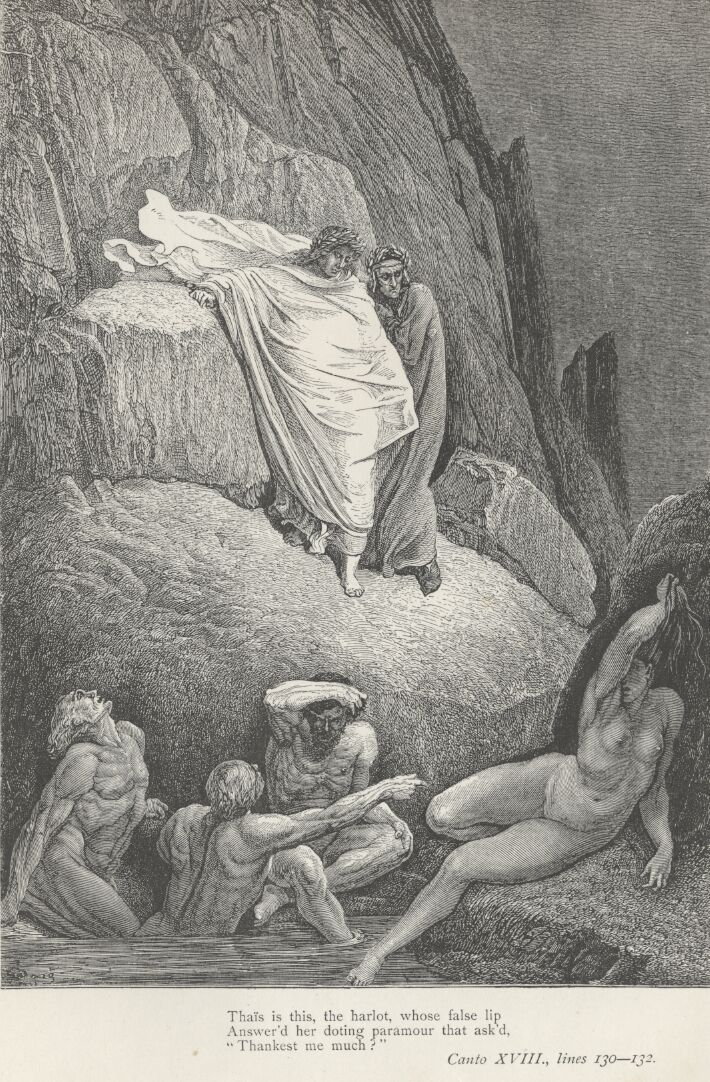
Thais, ilustración de Gustave Doré.

En fin, en este rápida descripción de condenados de este canto, Virgilio llama la atención a Dante sobre una condenada "inmunda y licenciosa", que se "rasca con las merdosas uñas" y se levanta y sienta continuamente sin encontrar paz. Ella es Thais, la "puta" que a su amante, cuando él le preguntó si tenía méritos hacia él, ella le respondió "maravillosos", excediéndose en adulaciones.
Sobre el personaje se hacen algunas consideraciones. La primera es que es la primera pecadora mujer que se encuentra en el Infierno desde Francesca de Rimini, encontrada en el segundo círculo (el de los lujuriosos, donde aparecían otras figuras femeninas). Ella es la única prostituta nombrada en el Infierno y es significativo como ella no sea castigada por la lujuria sino por la adulación. En segundo lugar, Dante mete en boca de la mujer palabras que no son suyas. Ella es de hecho un personaje literario de la comedia Eunucus de Terencio, la cual manda a su servidor Gnatón con su amante Trasón, y este pide al proxeneta, no a Thais, si él fuese aceptado a la mujer, recibiendo como respuesta "Ingentes", es decir "Muchísimo", por eso el adulador debería haber sido Gnatón. La equivocación nace del hecho que Dante leyó la historia esquematizada por Cicerón en un pasaje del De amicitia, confundiendo un nominativo con un vocativo y por eso atribuyendo la frase a la misma Thais. El mismo Cicerón usó el pasaje para indicar un claro ejemplo de adulación (según él habría bastado un simple sí de respuesta y no un muchísimo) y Dante toma esta cita.
A pesar de todo, este error nos dio alguna luz sobre algunos ejemplares de la biblioteca de Dante.
El canto se cierra con Virgilio que desdeñoso dice "Y desde ahora queden nuestras miradas saciadas", una variante de Non ragioniam di lor, ma guarda e passa.